# Giovanni Battista Belluzzi
Giovanni Battista Belluzzi (także Giovanni Battista di Bartolomeo Bellucci, Il Sanmarino, ur. 27 września 1506 w San Marino  – zm. 1554) – włoski architekt.

## Życiorys
W wieku 18 lat został wysłany przez ojca do szkoły w Bolonii, gdzie uczył się pod kierunkiem Bastiano di Ronco, kupca z gildii wełniarzy. Po dwóch latach powrócił do San Marino, gdzie zajął się pracą w zawodzie. Po śmierci pierwszej żony, Cagli, ożenił się z córką Girolamo Gengi, z którym młoda para zamieszkała. Od teścia Giovanni zaczął uczyć się zawodu architekta. W 1543 Giovanni został przyjęty na służbę Kosmy I, władcy Toskanii, gdzie pracował jako inżynier. Zaprojektował fortyfikacje Florencji, Pistoia, Pizy i San Miniato oraz stworzył książkę na temat architektury obronnej. Zginął w czasie oblężenia Montalcino.